# Област Дибер
Област Дибер (алб. Rrethi i Dibrës, Дибра) је једна од 36 области Албаније. Има 61.619 становника (попис из 2011), и површину од 761 km². Налази се на североистоку земље, а главни град области је Пешкопи.
Упркос чињеници да се Дибер налази на граници са Северном Македонијом (цела источна граница области је и државна граница), структура становништва је релативно хомогена. У малом броју је међутим присутна српска и македонска мањина. Они живе у селима око Макеларе. Словенско становништво у овој области нема услове за школовање на матерњем језику.
Скоро 90% становништва чине муслимани. Припадници српске и македонске мањине су већином православни.
Обухвата општине: Арас, Зал-Дард, Зал-Реч, Каља е Додс (Доди Кула), Кастриот, Љузни, Љур, Маћелар, Мељан, Мухур, Пешкопи (Пешкопеја, Епископија), Сељишт (Селиште), Слов, Ћендр Томин (Томин Центар) и Фуш-Чидн.